# Yellow Arrow
Yellow Arrow™ er et globalt kunstprojekt og urbant spil, som bruger trådløse medier til at skabe et interaktivt forum, hvor folk efterlader og opdager beskeder, der peger, på det der tæller i deres omgivelser.
Deltagerne placerer klistermærker med YellowArrows gule pile for at skabe opmærksomhed omkring særlige steder eller objekter – en særlig udsigt over byen, en mærkelig brandhane, den lokale bar etc. Hver pil har en unik kode, og ved at sende en SMS besked fra din mobiltelefon til 1231 i formatet vedhæfter du en kort besked til din pil – beskeder kan variere fra litterære citater over personlige kommentarer til opråb om handling. Når en anden person opdager pilen og sender en SMS med pilens unikke kode til 1231 vil hun eller han straks modtage beskeden, der er knyttet til pilen. Gennem denne udveksling af SMS-beskeder, knyttet til konkrete steder, bliver Yellow Arrow et symbol for unikke karakteristika, personlige historier og gemte hemmeligheder, som er i vores hverdags rum.
I Danmark kan man finde gule pile i bl.a. København, Esbønderup, Århus, Ålborg,Vejle og Vordingborg
Mere information om Yellow Arrow på Yellow Arrows danske hjemmeside eller på Politikens side om Yellow Arrow